# Ken Greenwald
Ken Greenwald (* 8. September 1935 in Los Angeles, Kalifornien) ist ein US-amerikanischer Filmproduzent, Filmregisseur und Filmschauspieler, der 1972 zusammen mit Denny Evans für einen Oscar nominiert war.

## Berufliches
Greenwald machte international einzig mit seinem Kurzfilm Good Morning von 1971 von sich reden. Im Film ist ein Mann unzufrieden mit seinem Leben, wozu auch die Nachrichten beitragen, die er im Radio hört. Aus dieser Stimmung heraus geht bei ihm an diesem Morgen alles schief, was nur schiefgehen kann. Greenwald wurde zusammen mit Denny Evans für und mit dem Film für einen Oscar nominiert, der jedoch an Robert Amram und Manuel Arango und ihren Film Centinelas del silencio (deutsch etwa Wächter der Stille) ging, der einen Einblick in die Kultur und Bauwerke der mexikanischen Ureinwohner gewährt.
In den Vereinigten Staaten trat Greenwald auch als Schauspieler in Erscheinung. Im Jahr 2009 war er abermals an einem Kurzfilm, Dark Readings, beteiligt, diesmal als ausführender Produzent. Weitere Aktivitäten, in welche Richtung auch immer, sind nicht bekannt.

## Filmografie (Auswahl)
- 1968: The Merv Griffin Show (Fernsehreihe; Autor bei einer Folge über sich selbst)
- 1969: Turn-On (Fernsehserie, Folge 1.1 Member of Repertory Company; Schauspieler)
- 1971: Good Morning (Kurzfilm; Produzent, Regie, Drehbuch, Schnitt)
- 1972: The Carol Burnett Show (Folge 5.24; Schauspieler)
- 2009: Dark Readings (Kurzfilm; ausführender Produzent)

## Auszeichnung
- Oscarverleihung 1972: Oscarnominierung für und mit dem Kurzfilm Good Morning in der Kategorie „Bester Kurzfilm“